# Maestro Muten
Il Maestro Muten (武天老師?, Muten Roshi) è un personaggio del manga Dragon Ball di Akira Toriyama. Egli compare anche nelle varie opere derivate, tra cui le serie televisive anime Dragon Ball, Dragon Ball Z, Dragon Ball GT e Dragon Ball Super, i film, gli OAV e numerosi videogiochi.
Nel doppiaggio italiano dell'anime, il suo nome è stato tradotto in Genio delle Tartarughe di Mare, derivato dal primo doppiaggio edito da Junior TV, nel quale Muten alla sua prima apparizione si faceva chiamare Genio della Testuggine, con la differenza però che tale appellativo era solo la traduzione dell'originale giapponese Kame Sennin (亀仙人?), mentre il nome Muten venne modificato in Mutenzo. La corretta traduzione del nome originale, per l'appunto Maestro Muten, è presente nel doppiaggio Dynit di tutti i film, mentre negli adattamenti Mediaset solo una volta nel film Il cammino dell'eroe.
È un energico anziano, esperto di arti marziali, e proprio per via della sua forza è stato soprannominato il Dio delle arti marziali (武道の神様?, Budō no Kamisama). È il fratello della Vecchia Sibilla, e vive in una casetta su un'isola sperduta in mezzo all'oceano, la Kame House, insieme alla sua tartaruga Umigame. Fu allievo del Maestro Mutaito insieme all'Eremita della Gru e sarà poi l'insegnante di arti marziali di Goku e Crilin.

## Il personaggio

### Aspetto
Si presenta come un vecchietto di statura medio-bassa, dal fisico mingherlino, calvo con la barba bianca, veste con camicie colorate, il più delle volte con maniche corte, in altre occasioni solo con una canottiera bianca. Spesso porta sulla schiena un guscio di tartaruga, inoltre va in giro con il suo bastone da passeggio dall'aspetto grottesco, e porta sempre gli occhiali da sole. In occasioni più formali indossa un completo nero, con tanto di cappello borsalino.
Durante il 21º e il 22º Torneo Tenkaichi, Muten prende le sembianze di Jackie Chun, indossando una parrucca grigia ed evitando di portare gli occhiali da sole, in modo tale da partecipare ai tornei senza farsi riconoscere dai suoi allievi.
Il motivo della sua lunga vita (ha un'età superiore ai 300 anni) viene spiegato fin dai primi capitoli del manga, dove Umigame dice che possiede l'elisir di lunga vita.

### Personalità
Il vecchio Muten ha un'importanza rilevante soprattutto nella prima parte del manga non solo per aver creato la tecnica della Kamehameha ("Onda Kamehame", italianizzata come "Onda Energetica") ma anche perché sia Goku che il nonno Gohan sono stati suoi allievi, così come lo Stregone del Toro, Crilin e Yamcha.
Ha un lato depravato che mette in evidenza ogni qualvolta gli si presenta dinanzi una bella ragazza. Inoltre trascorre il tempo sull'isola leggendo instancabilmente riviste che raffigurano donne in bikini o guardando programmi di ginnastica femminile.
Nonostante sia una brava persona, Muten non è in grado di salire sulla nuvola d'oro, in quanto non ha un cuore completamente puro a causa della sua ossessione per le belle donne. Per questo, per muoversi da un posto ad un altro, richiama Baby Gamera, una tartaruga che ha la capacità di volare.
La premura e lo spirito di maestro che nutre verso i suoi allievi si nota bene, e benché sia un vecchio briccone e adoratore delle donne, quando si tratta di essere seri, combattere e valutare i propri allievi si dimostra molto intelligente, saggio e affettuoso.
La sua grande esperienza come combattente viene più volte messa in luce anche in Dragon Ball Z, quando ormai i protagonisti e i loro nemici sono di una forza, a dir poco, estremamente superiore alla sua, mostrando come questi riesca a comprendere molto prima di altri guerrieri ben più forti ed esperti come finirà uno scontro e persino cosa pensano i due avversari, come quando capisce che Goku contro Cell non ha possibilità di vittoria e che combatte consapevole della sua inferiorità, cosa che quasi tutti gli altri guerrieri non avevano affatto intuito. Goku ancora adesso, a distanza di molti anni, lo considera il migliore dei suoi maestri.
Lui non vede le arti marziali come un semplice mezzo per diventare più forti, crede infatti che il loro fine sia incentrato sulla padronanza che una persona deve avere su se stessa, tale filosofia si estende anche sul suo approccio alla lotta, ritenendo che la quiete dello spirito e la tecnica, prevalgano sulla forza e la potenza.
È molto coraggioso, infatti è pronto a sacrificare la sua vita pur di aiutare gli altri, nonostante la sua forza non pecca mai di arroganza, infatti rispetta sempre i suoi limiti. Nonostante dopo il duello con Tenshinhan avesse affermato che il suo tempo come guerriero fosse giunto al termine, in Dragon Ball Super è stato messo in evidenza che a dispetto di tutto è diventato molto più forte, probabilmente perché si è allenato in segreto. Anche se cerca di non darlo a vedere è molto orgoglioso e non tollera che le persone sottovalutino le sue abilità solo per via dell'età.

## Storia

### Passato
Un tempo era allievo del maestro Mutaito, insieme all'Eremita della Gru. Nell'anime viene narrata la storia di Muten quando era giovane, raffigurandolo come un bel ragazzo, con indosso già da allora degli occhiali da sole, ma il suo carattere era sempre lo stesso. Nel manga l'aspetto di Muten da giovane è diverso da quello nell'anime, assomigliando più ad un monaco.
In gioventù scalò per primo la Torre di Karin per poter bere l'acqua del dio maestoso (impiegando tre anni per prendere l'acqua da Karin) e ricevette dallo stesso Karin il bastone Nyoi, e anche la nuvola d'oro sulla quale possono salire solo le persone pure di cuore.
Durante l'attacco del Grande Mago Piccolo (in seguito si scoprirà essere un namecciano, quindi un alieno), il suo maestro perse la vita ma riuscendo a salvare la Terra, imprigionando Piccolo grazie all'esecuzione della tecnica Mafuuba in un thermos, che Muten gettò nell'oceano.
Col passare degli anni egli diventerà un eccellente maestro di arti marziali dalla grande fama, e per un certo periodo prenderà come suoi allievi Son Gohan e lo Stregone del Toro.
Secondo quanto detto da Umigame dovrebbe aver mangiato una pillola per ottenere la vita eterna, ma successivamente egli stesso ammette di aver bevuto l'elisir di lunga vita. Tuttavia, lo stesso Muten rivelerà che persino l'elisir di lunga vita è soltanto una sua invenzione. In Super si scopre che la sua vita estremamente lunga è dovuta ad una rarissima erba.

### Dragon Ball
Muten vive insieme alla sua amica tartaruga Umigame, alla Kame House, in una piccola isola nel mare dell'est. Incontra per caso Bulma e Goku, quest'ultimo tra l'altro è il nipote del suo allievo Son Gohan, e gli regala la nuvola d'oro per aver salvato Umigame, inoltre fa dono a Bulma della sfera del drago che Muten aveva trovato in fondo all'oceano per avergli fatto sbirciare sotto la sua gonna. In seguito riappare quando Goku e Chichi (la figlia dello Stregone del Toro) raggiungono la sua isola per chiedergli di spegnere l'incendio che circonda il palazzo dello Stregone del Toro, in cambio di un altro "favore" da parte di Bulma (che costringerà però Olong ad eseguirlo, sotto le sue sembianze). Giunto sul luogo, il Maestro Muten libera tutta la sua energia nascosta e spegne l'incendio, distruggendo però anche il castello e il Monte Padella sul quale era costruito, con una Kamehameha lanciata alla massima potenza.
Successivamente, Goku e Crilin chiedono a Muten la possibilità di diventare suoi allievi e lui accetta, trascorrendo 8 mesi ad allenarli per il 21º Torneo Tenkaichi, dove esperti di arti marziali si battono per stabilire chi sia il più forte del mondo. Di nascosto da tutti, Muten si iscrive al torneo travestito e sotto il nome di Jackie Chun, con lo scopo di valutare sul campo i progressi svolti dai suoi allievi Goku e Crilin e di non farli vincere, altrimenti non avrebbero continuato i loro allenamenti, credendosi già abbastanza forti. Dopo essersi qualificato senza problemi per i quarti di finale, combatte prima con Yamcha che sconfigge con grande facilità senza nemmeno toccarlo, e poi col suo allievo Crilin in semifinale, che lo mette un po' in difficoltà grazie a qualche trucco, ma alla fine la vittoria va a Muten, che fa svenire il giovane con un colpo ben assestato. Arriva quindi alla finale con Goku e inizia con quest'ultimo una lotta senza esclusione di colpi. Addirittura, durante lo scontro, Muten si ritrova a distruggere la Luna per interromperne la trasformazione in Scimmione del ragazzo. Alla fine, nonostante la bravura del suo allievo, riesce comunque a sconfiggerlo.
Più avanti nella storia, Muten decide di aiutare Goku a combattere contro l'esercito del Red Ribbon, affrontando il Capitano Dark sconfiggendolo facilmente dopo che era venuto alla Kame House. Prova a prendere parte anche alla battaglia finale contro l'esercito, anche se poi il suo aiuto non sarà necessario, in quanto Goku riesce a sgominare tutta la Red Ribbon da solo. In seguito, si rivela molto utile durante lo scontro con i guerrieri della Vecchia Sibilla; infatti diviene involontariamente il responsabile della sconfitta di Suke, l'uomo invisibile, in quanto Crilin gli mostra il seno di Bulma, causandogli una fortissima epistassi, che inonda Suke di sangue, rendendolo finalmente visibile agli occhi di Yamcha, suo avversario, che lo mette definitivamente a tappeto.
Muten prende pure Yamcha come suo discepolo e, dopo tre anni, si iscrive nuovamente al 22º Torneo Tenkaichi, ancora una volta sotto le mentite spoglie di Jackie Chun, dove cerca, con successo, di convincere Tenshinhan e Jiaozi, allievi del suo rivale, a seguire la via del bene ed abbandonare il loro malvagio maestro, l'Eremita della Gru. Superate con facilità le eliminatorie, Muten si qualifica per i quarti di finale dove Jiaozi usa i suoi poteri su richiesta di Tenshinhan (il quale prima voleva constatare la sua forza) per far sì che lui combatta contro l'Uomo Lupo, il quale serba per lui un forte rancore; infatti, a causa della distruzione della Luna da parte di Muten, l'Uomo Lupo non è più in grado di trasformarsi in un umano durante il plenilunio. Muten riesce a vincere l'incontro senza difficoltà e decide di far tornare normale definitivamente l'Uomo Lupo, tramite una sorta di ipnosi e facendo guardare a quest'ultimo la testa pelata di Crilin, simile alla Luna. Nella semifinale affronta Tenshinhan, ma si ritira dopo un durissimo combattimento alla pari. Infatti capisce che ormai è giunto il momento di concludere la sua vita di praticante di arti marziali e lasciare spazio alla nuova generazione. In seguito, quando l'Eremita della Gru tenta di uccidere Jiaozi per avergli disubbidito, Muten salva quest'ultimo colpendo il suo antico rivale con una Kamehameha e scaraventandolo via dagli spalti.
Dopo la conclusione del 22º torneo Tenkaichi, Crilin viene ucciso da Tamburello, un sicario del Grande Mago Piccolo, e Goku, accecato dalla rabbia, si dirige ad affrontare il demone, mentre Muten parte insieme a Tenshinhan e Jiaozi alla ricerca delle sfere del drago per recuperarle prima di Piccolo, il quale è intento a servirsene per chiedere l'eterna giovinezza. Muten si ritrova però costretto ad affrontare direttamente il demone e, conscio di non poter superare Piccolo con le sue capacità combattive, droga prima Tenshinhan, in modo da farlo astenere dal combattimento, dopodiché tenta di imprigionare di nuovo Piccolo, come aveva fatto il suo maestro, utilizzando la tecnica Mafuuba, ma fallisce a causa di una folata di vento che rovescia il contenitore durante l'esecuzione. Muten morirà poco dopo a causa dell'esecuzione della tecnica, che esaurisce tutte le sue energie vitali, non prima di avvertire Piccolo che verrà comunque sconfitto da «un giovane ragazzo», chiaro riferimento a Goku.
Viene, in seguito, resuscitato tramite le sfere del drago, insieme a Crilin e Jiaozi.
In seguito, dopo tre anni, partecipa come spettatore al 23º Torneo Tenkaichi, dove si accorge subito della superiorità di Goku su Tenshinhan. Rimane a guardare tutto il torneo, dal primo all'ultimo incontro, ovvero quello disputato da Goku e Majunior, poi rivelatosi Piccolo, reincarnazione del Grande Mago Piccolo.
Cinque anni dopo sulla Terra fa il suo arrivo Radish, un Saiyan, nonché fratello maggiore di Goku, e proprio lui a rivelare a Goku di essere un Saiyan e che non è nato sulla Terra. Muten si offre, insieme a Crilin, per aiutare Goku nella battaglia contro Radish, ma entrambi vengono fermati da Piccolo che si offre a sua volta di andare al loro posto, ritenendoli troppo deboli per partecipare. In seguito esorta Bulma a seguire in elicottero Goku e Piccolo per vedere l'esito dello scontro con il terribile Saiyan. Durante lo scontro con Nappa e Vegeta, Muten non partecipa al combattimento, in quanto rivela che sarebbe solo di intralcio nella battaglia. Riappare nell'anime quando guarda il combattimento dalla sua isola prima via TV e poi grazie alla sfera di cristallo della sorella Vecchia Sibilla.
Successivamente, vorrebbe partire per Namecc insieme a Bulma (più che altro per rimanere solo con lei), ma per il viaggio viene scelto Crilin. In seguito è uno dei volontari che dovrebbero partire con Chichi nella missione per salvare Gohan. Poco prima di partire, però, vengono informati del ritorno di Gohan, Bulma e Piccolo sulla Terra e la loro missione viene annullata.
Anche nell'arco filler di Garlic Jr. il Maestro Muten non partecipa al combattimento contro il demone, poiché la sua mente è controllata dalla polvere magica lanciata da Garlic, che lo trasforma in un servitore devoto di quest'ultimo, allo stesso modo di molti altri personaggi.
Tre anni dopo, con l'arrivo dei cyborg, Muten ammette che ormai è passato davvero troppo tempo da quando veniva considerato l'uomo più forte della Terra, e che le cose adesso sono ben diverse. Durante lo scontro fra Goku e Cell trasmesso in TV, è uno dei pochi a intuire lo svantaggio del Saiyan sull'avversario e afferma che Goku combatte consapevole della sua inferiorità.
Trascorsi sette anni partecipa come spettatore al 25º Torneo Tenkaichi, dove è forse l'unico a capire subito che Mighty Mask in realtà sono Trunks e Goten travestiti. Nonostante quindi non partecipi più attivamente agli scontri, la sua esperienza e la sua saggezza gli permetteranno di vedere cose che gli altri non riescono a vedere e viene sempre trattato con rispetto e reverenza dai suoi allievi. Muore quando Majin Bu lo trasforma in un cioccolatino e lo mangia, insieme a coloro che si erano rifugiati nel Santuario di Dio per scampare al mostro rosa. In seguito viene riportato in vita con le sfere del drago e dona, assieme agli altri terrestri, la sua energia alla Sfera Genkidama preparata da Goku per sconfiggere Kid Bu.

### Dragon Ball Super
In Dragon Ball Super il personaggio riveste nuovamente un ruolo più importante nella trama, Muten viene invitato alla festa di compleanno di Bulma insieme a tutti gli altri sulla sua nave personale. Assiste poi lo scontro tra il Dio della distruzione Beerus contro Goku trasformato in Super Saiyan God.
Quando Freezer, resuscitato grazie alle sfere del drago, si reca sulla Terra per vendicarsi Muten, Crilin, Gohan, Piccolo, Tenshihan e Jaco affrontano l'esercito del tiranno spaziale riuscendo a vincere. Assistono poi la battaglia tra Goku e Vegeta contro Freezer dove quest'ultimo viene sconfitto.
Muten partecipa come spettatore al torneo indetto da Beerus e suo fratello Champa, che ha in palio le super sfere del drago.
Tempo dopo Goku si reca da Muten per chiedergli di insegnargli la tecnica Mafuuba per sigillare Zamasu nel futuro di Trunks essendo immortale.
Tempo dopo viene reclutato per partecipare in rappresentanza del Settimo Universo insieme a Goku, Vegeta, Gohan, Piccolo, Tenshinhan, Crilin, C-17, C-18 e Freezer al Torneo del Potere una battle royale di ottanta guerrieri dove gli otto universi faranno scendere in campo squadre di dieci combattenti, e gli universi che verranno sconfitti saranno distrutti. Una volta cominciato il torneo, Muten decide di combattere in gruppo insieme a Gohan, Tenshinhan, Crilin e Piccolo, per poi combattere da solo facendosi valere e dimostrando che la sua esperienza riesce a compensare la sua scarsa forza. Nel manga combatte insieme a Tenshinhan contro Frost, venendo salvato da Goku quando l'avversario elimina il suo compagno. Riuscito a rimanere a lungo nel torneo grazie alla protezione dei compagni, affronta insieme a C-17 Dyspo e Kahseral dell'Undicesimo Universo, sconfiggendo facilmente quest'ultimo. Vedendo Goku in difficoltà contro Jiren suggerisce all'allievo di non concentrarsi sulla mera forza e, per mettere in pratica il suo insegnamento, attacca coraggiosamente il grigio: grazie alla sua esperienza Muten riesce a schivare i colpi di avvertimento di Jiren, che però alla fine sceglie di fare sul serio eliminando l'anziano guerriero con un colpo. Il suo intervento sarà provvidenziale per far raggiungere a Goku l'Ultra Istinto. Nell'anime combatte inizialmente in squadra prima con Crilin, con cui elimina Jium del Decimo Universo, e poi con Tenshinhan, permettendogli di sconfiggere The Preecho del Terzo Universo. Affrontato da Caway, Dercori e Ganos del Quarto Universo, riesce a sconfiggerli grazie alle sue tecniche e alle sue strategie. Attaccato da Frost, viene salvato da Vegeta che combatte contro l'alieno e Magetta: per aiutarlo, Muten prova ad intrappolare il metalmen con la Mafuuba, ma Frost devia l'attacco su Vegeta. Ad un passo dall'eliminazione riesce a liberare il compagno, che subito elimina Magetta e mette in fuga Frost: ormai allo stremo, Muten sceglie di autoeliminarsi su suggerimento di Vegeta. Alla fine la sua squadra si aggiudica la vittoria del torneo.
Quando Molo e i suoi mercenari invaderanno la Terra, Muten combatterà in difesa del pianeta, affrontando Miza, Iwasa e Kikaza che con la loro triplice fusione metteranno alle strette sia Muten che Crilin, i quali verranno salvati da Goku, che oltre a battere le tre avversarie, sconfiggerà anche Molo.

### Dragon Ball GT
Muten appare molto marginalmente in Dragon Ball GT, durante il quale il personaggio pronuncia poche battute.
Compare nell'arco di Baby nella scena in cui è l'unico a riconoscere Goku tornato bambino e poi quando i protagonisti si riuniscono alla Capsule Corporation per festeggiare il successo sul nemico.
Nell'ultima puntata, riappare brevemente quando Goku torna alla Kame House per salutare lui, Crilin e Umigame prima di partire col drago Shenron, capendo subito che Goku si è unito al drago dopo aver combattuto contro Crilin per l'ultima volta ed essere sparito all'improvviso.

## Poteri e abilità

### Capacità fisiche
Pur essendo dotato di una struttura corporea molto gracile, il Maestro Muten è dotato di facoltà fisiche eccezionali: la sua forza gli permette di spostare grandi massi nonché di sollevare un uomo massiccio da terra afferrando con sole due dita la punta di un coltello da lui impugnato senza il minimo sforzo.
La sua velocità non è da meno: pur essendo fuori allenamento, si dimostra capace di percorrere 100 metri in 5,6 secondi (ossia di muoversi a 64,2857 km/h) ed inoltre dimostra di essere perfettamente in grado di afferrare al volo una raffica di proiettili.
In tale forma Muten ha un livello di combattimento di 139.
Oltre a ciò, egli è dotato della capacità di incrementare, tramite concentrazione, la sua massa muscolare per aumentare la sua potenza, come mostra nello scontro con Tenshinhan o, in maniera ancor più estrema, quando sfoggia il massimo della sua forza per distruggere il Monte Padella, e in un'altra occasione la Luna, con una Kamehameha alla massima potenza.
Le sue capacità analitiche nella lotta sono straordinarie, probabilmente è il migliore tra i guerrieri terrestri, inoltre durante il Torneo del Potere dimostra un notevole miglioramento nelle arti marziali, riuscendo persino a mettere in difficoltà avversari più forti di lui avvelendosi della sola esperienza nel combattimento, riuscendo anche a rivaleggiare nello scontro corpo a corpo contro un combattente del calibro di Frost, le sue abilità nella lotta lasciano esterrefatto persino il Dio della distruzione Beerus. Nel manga di Dragon Ball Super Muten affronta Jiren riuscendo a schivare i suoi attacchi con facilità, tale abilità come affermato da Whis assomiglia molto all'Ultra Istinto sebbene sia molto lontano dalla tecnica reale. Tale abilità è dovuta al fatto che Muten avendo molti anni di esperienza nel combattimento è riuscito ad apprendere le basi che portano al totale controllo dell'Ultra Istinto ma essendo solo le basi infatti non è in grado di controllarla e alla fine Jiren riesce a colpire e a sconfiggerlo.
Sebbene prediliga il combattimento a mani nude, in diverse circostanze ha usato il suo bastone da passeggio dimostrando una notevole maestria nell'adoperarlo come arma.

### Tecniche
In ogni caso le sue abilità trascendono le semplici capacità fisiche; egli infatti è un combattente estremamente esperto ed ha a disposizione un vasto repertorio di tecniche:
- Kamehameha: nota anche come Onda Energetica nel doppiaggio italiano, è un colpo di sua invenzione perfezionato nell'arco di cinquant'anni. Consiste nel concentrare il Ki nel palmo delle mani e spararlo poi fuori sotto forma di raggio.
- Zanzoken: più nota come Tecnica delle Immagini Residue, essa consiste nel muoversi tanto rapidamente da generare una o più copie della propria immagine impressa nella retina avversaria.[65]
- Tecnica dell'Ubriaco: stile di combattimento realmente esistente e noto come Zui Baxianquan (醉八仙拳, Pugilato degli Otto Immortali Ubriachi), esso consiste nell'imitare le movenze di una persona ubriaca per rendersi imprevedibili.[66]
- Colpo della ninna nanna: tecnica ipnotica utilizzata su Goku alla finale del 21º torneo Tenkaichi, consiste semplicemente nel cantare una ninna nanna a Goku per farlo addormentare sfruttando il fatto che quest'ultimo sia un bambino molto influenzabile.[67]
- Tecnica delle Palme Fantasmagoriche: questa tecnica consente nello sfruttare il Ki per generare un potente fascio elettrico dai palmi delle mani, utilizzabile per colpire l'avversario. Una volta raggiunto l'avversario, il colpo lo paralizza e lo solleva da terra, fra atroci dolori, impedendogli ogni reazione. Essendo un colpo potenzialmente letale, Muten lo ha utilizzato in sole tre occasioni: nel già citato scontro con Goku e contro Son Gohan. Utilizzerà nuovamente questa tecnica nell'anime di Dragon Ball Super nell'arco narrativo del Torneo del Potere.
- Mafuuba: tecnica inventata dal maestro di Muten, Mutaito, tramite essa è possibile sigillare in un contenitore un avversario troppo potente per poter essere sconfitto. È una tecnica molto efficace ma estremamente dispendiosa: se non si possiede una forza spirituale sufficientemente alta, essa risulta letale per l'utilizzatore. Muten tentò di usarla contro il Grande Mago Piccolo, morendo nel fallimentare tentativo di sigillarlo. Nell'anime di Dragon Ball Super, durante il Torneo del Potere, farà uso più volte di questa tecnica.

### Altre abilità
Oltre a ciò, Muten mostra di possedere anche dei poteri telepatici, grazie ai quali è capace di leggere il pensiero di Nam durante il 21º torneo Tenkaichi. Può persino comunicare telepaticamente, come quando, prima del 22º torneo, ha uno scambio mentale di battute con l'Eremita della Gru. Inoltre si è dimostrato pratico dell'arte dell'ipnosi, con la quale è riuscito a far sì che l'Uomo Lupo tornasse nella sua forma umana, inoltre combattendo contro quest'ultimo si è rivelato in grado di paralizzare tutto il corpo del suo avversario colpendolo in un determinato punto.
In Dragon Ball Z ha dato prova, in diverse circostanze, di poter avvertire l'energia spirituale delle altre persone con la forza della mente.

## Cinema
Muten è apparso nel 1989 in Dragon Ball - Il film interpretato da Eddie Chan, in questa versione il personaggio ha i baffi ma non la barba, risultando comunque molto somigliante al personaggio originale.

Muten fa la sua comparsa in Dragonball Evolution del 2009 con il volto di Chow Yun-Fat.
Quest'ultimo Muten differisce notevolmente dall'originale: appare molto più giovane, con i capelli e senza la lunga barba bianca (nella sua prima apparizione nel film ha un pizzetto appena accennato), ed un po' più "serio". Anche se più moderato, non è privo di "pulsioni": in una scena si vede un numero per collezionisti del giornale Bikini Magazine ed in un'altra scena, quando per la prima volta sale sulla moto di Bulma, la ragazza gli promette di fargli fare una brutta fine se non la smette di toccarla.
Appare tuttavia simile nel modo di vestire (sgargianti camicie con motivi floreali o magliette con immagini pin-up) e rimane il potente maestro di arti marziali di sempre.

Simile è anche il suo rapporto con Goku, il quale subisce pesanti allenamenti fisici imposti da Muten.

## Umigame
Muten è spesso accompagnato da Umigame (海亀?, Umigame, lett. "tartaruga di mare"), nella versione italiana dell'anime chiamato semplicemente Tartaruga, l'anziano esemplare maschio di tartaruga che vive insieme a lui nella Kame House. Nel primo doppiaggio di Dragon Ball edito da Junior TV viene definita una testuggine d'acqua e rappresentata come una femmina. Il personaggio appare per la prima volta quando viene incontrato da Goku e Bulma, che lo trovano sperduto in un bosco e decidono di aiutarlo, portandolo in mare; Umigame per ricompensarli gli fa conoscere Muten. Anche se in maniera occasionale, è stato decisivo ed eroico in alcuni punti della storia. In un episodio, viene rivelato scherzosamente che il suo livello di combattimento è 0,001. In Dragon Ball Z, durante l'arco di Garlic Jr., compie mille anni. Viene rivisto nell'ultimo episodio di Dragon Ball GT, mentre parla con Crilin. Nell'anime appare anche un suo figlio (di aspetto uguale, ma molto più piccolo del padre), dal nome sconosciuto. È doppiato in giapponese da Daisuke Gōri e da Takahiro Fujimoto in Dragon Ball Kai e in italiano da Massimo Corizza nel 1° doppiaggio della serie realizzato da Junior TV da Tony Fuochi, Pietro Ubaldi e Mattia Bressan nelle serie e da Giovanni Battezzato e Tony Fuochi nel ridoppiaggio dei film realizzato da Mediaset e da Manfredi Aliquò nel primo doppiaggio dei film realizzato dalla Dynamic Italia.

## Baby Gamera
Oltre a Unigame, l'anziano uomo può contare anche su un'altra tartaruga di nome Baby Gamera (小ガメラ?, Kogamera), nella versione italiana dell'anime chiamata semplicemente Baby, che però compare molto raramente. Muten se ne serve come "mezzo di trasporto" infatti Baby Gamera può roteare attorno a sé e volare, con Muten sul suo dorso. Il suo aspetto, come il suo nome, lo fanno sembrare una versione in miniatura del mostro del cinema giapponese Gamera.